# Shibetsu
Shibetsu (japanska: 士別市?, Shibetsu-shi) är en stad i Hokkaidō prefektur i Japan. Staden fick stadsrättigheter 1954.